# 사모아 축구 국가대표팀
사모아 축구 국가대표팀(사모아어: Sāmoa soka au)은 사모아를 대표하는 축구 국가대표팀으로 현재 사모아 축구 연맹에서 관리하고 있다. 럭비 대표팀과는 달리 축구 대표팀은 오세아니아 최약체이자 변방으로 평가받는 팀들 가운데 하나이며 아피아 국립 축구 경기장을 홈 그라운드로 사용하고 있다.

## 개요
사모아는 1997년 이전까지는 서사모아 축구 국가대표팀으로 알려져 있었으며 1979년 9월 1일 왈리스 푸투나와의 1979년 퍼시픽 게임 축구 3조 조별리그 2차전에서 첫 국제 경기에 나섰으나 이는 FIFA가 인정하지 않는 비공식 경기이며 FIFA가 인정한 경기는 하루 전인 8월 31일 솔로몬 제도와의 3조 조별리그 1차전 경기로 이 경기에서 0-12로 대패했다. 1997년 7월 헌법 개정을 통해 국가명을 서사모아에서 사모아로 변경되면서 자연스럽게 축구 국가대표팀의 명칭도 변경됐다.

## 국제 대회 경력

### FIFA 월드컵
2014년 FIFA 월드컵 오세아니아 지역 1차 예선에서 2승 1무·1위로 2차 예선에 진출했고 2026년 FIFA 월드컵 오세아니아 지역 1차 예선에서도 2연승을 거두며 12년만에 2차 예선 진출에 성공했다.

### OFC 네이션스컵
OFC 네이션스컵 본선에는 3번(2012년, 2016년, 2024년) 출전했지만 3번의 대회에서 9전 전패를 당하며 오세아니아 축구 변방에서 벗어나지 못하고 있다.

### 퍼시픽 게임
퍼시픽 게임에는 3번 출전하여 이 중 1983년 대회에서 8강에 진출하면서 모든 국제 대회를 통틀어 가장 좋은 성적을 거두었고 2023년 대회에서는 아메리칸사모아를 상대로 D조 조별리그 2차전에서 10-0의 대승을 거두며 사모아 축구 역사상 국제 경기 최다 점수차 승리를 쟁취했다.

## FIFA 월드컵 (본선)
| 년도   | 결과      | 순위      | 경기      | 승        | 무*       | 패        | 득점      | 실점      | 승점      |
| ------ | --------- | --------- | --------- | --------- | --------- | --------- | --------- | --------- | --------- |
| 1930년 | 독립 이전 | 독립 이전 | 독립 이전 | 독립 이전 | 독립 이전 | 독립 이전 | 독립 이전 | 독립 이전 | 독립 이전 |
| 1934년 | 독립 이전 | 독립 이전 | 독립 이전 | 독립 이전 | 독립 이전 | 독립 이전 | 독립 이전 | 독립 이전 | 독립 이전 |
| 1938년 | 독립 이전 | 독립 이전 | 독립 이전 | 독립 이전 | 독립 이전 | 독립 이전 | 독립 이전 | 독립 이전 | 독립 이전 |
| 1950년 | 독립 이전 | 독립 이전 | 독립 이전 | 독립 이전 | 독립 이전 | 독립 이전 | 독립 이전 | 독립 이전 | 독립 이전 |
| 1954년 | 독립 이전 | 독립 이전 | 독립 이전 | 독립 이전 | 독립 이전 | 독립 이전 | 독립 이전 | 독립 이전 | 독립 이전 |
| 1958년 | 독립 이전 | 독립 이전 | 독립 이전 | 독립 이전 | 독립 이전 | 독립 이전 | 독립 이전 | 독립 이전 | 독립 이전 |
| 1962년 | 독립 이전 | 독립 이전 | 독립 이전 | 독립 이전 | 독립 이전 | 독립 이전 | 독립 이전 | 독립 이전 | 독립 이전 |
| 1966년 | 없음      | 없음      | 없음      | 없음      | 없음      | 없음      | 없음      | 없음      | 없음      |
| 1970년 | 비회원국  | 비회원국  | 비회원국  | 비회원국  | 비회원국  | 비회원국  | 비회원국  | 비회원국  | 비회원국  |
| 1974년 | 비회원국  | 비회원국  | 비회원국  | 비회원국  | 비회원국  | 비회원국  | 비회원국  | 비회원국  | 비회원국  |
| 1978년 | 비회원국  | 비회원국  | 비회원국  | 비회원국  | 비회원국  | 비회원국  | 비회원국  | 비회원국  | 비회원국  |
| 1982년 | 비회원국  | 비회원국  | 비회원국  | 비회원국  | 비회원국  | 비회원국  | 비회원국  | 비회원국  | 비회원국  |
| 1986년 | 비회원국  | 비회원국  | 비회원국  | 비회원국  | 비회원국  | 비회원국  | 비회원국  | 비회원국  | 비회원국  |
| 1990년 | 불참      | 불참      | 불참      | 불참      | 불참      | 불참      | 불참      | 불참      | 불참      |
| 1994년 | 기권      | 기권      | 기권      | 기권      | 기권      | 기권      | 기권      | 기권      | 기권      |
| 1998년 | 예선 탈락 | 예선 탈락 | 예선 탈락 | 예선 탈락 | 예선 탈락 | 예선 탈락 | 예선 탈락 | 예선 탈락 | 예선 탈락 |
| 2002년 | 예선 탈락 | 예선 탈락 | 예선 탈락 | 예선 탈락 | 예선 탈락 | 예선 탈락 | 예선 탈락 | 예선 탈락 | 예선 탈락 |
| 2006년 | 예선 탈락 | 예선 탈락 | 예선 탈락 | 예선 탈락 | 예선 탈락 | 예선 탈락 | 예선 탈락 | 예선 탈락 | 예선 탈락 |
| 2010년 | 예선 탈락 | 예선 탈락 | 예선 탈락 | 예선 탈락 | 예선 탈락 | 예선 탈락 | 예선 탈락 | 예선 탈락 | 예선 탈락 |
| 2014년 | 예선 탈락 | 예선 탈락 | 예선 탈락 | 예선 탈락 | 예선 탈락 | 예선 탈락 | 예선 탈락 | 예선 탈락 | 예선 탈락 |
| 2018년 | 예선 탈락 | 예선 탈락 | 예선 탈락 | 예선 탈락 | 예선 탈락 | 예선 탈락 | 예선 탈락 | 예선 탈락 | 예선 탈락 |
| 2022년 | 기권      | 기권      | 기권      | 기권      | 기권      | 기권      | 기권      | 기권      | 기권      |
| 2026   | 예선 탈락 | 예선 탈락 | 예선 탈락 | 예선 탈락 | 예선 탈락 | 예선 탈락 | 예선 탈락 | 예선 탈락 | 예선 탈락 |
| 합계   |           |           |           |           |           |           |           |           |           |

## FIFA 월드컵 (예선)
| 1930년 | 독립 이전                                      | 독립 이전                                      | 독립 이전                                      | 독립 이전                                      | 독립 이전                                      | 독립 이전                                      | 독립 이전                                      | 독립 이전 | 독립 이전 |
| 1934년 | 독립 이전                                      | 독립 이전                                      | 독립 이전                                      | 독립 이전                                      | 독립 이전                                      | 독립 이전                                      | 독립 이전                                      | 독립 이전 | 독립 이전 |
| 1938년 | 독립 이전                                      | 독립 이전                                      | 독립 이전                                      | 독립 이전                                      | 독립 이전                                      | 독립 이전                                      | 독립 이전                                      | 독립 이전 | 독립 이전 |
| 1950년 | 독립 이전                                      | 독립 이전                                      | 독립 이전                                      | 독립 이전                                      | 독립 이전                                      | 독립 이전                                      | 독립 이전                                      | 독립 이전 | 독립 이전 |
| 1954년 | 독립 이전                                      | 독립 이전                                      | 독립 이전                                      | 독립 이전                                      | 독립 이전                                      | 독립 이전                                      | 독립 이전                                      | 독립 이전 | 독립 이전 |
| 1958년 | 독립 이전                                      | 독립 이전                                      | 독립 이전                                      | 독립 이전                                      | 독립 이전                                      | 독립 이전                                      | 독립 이전                                      | 독립 이전 | 독립 이전 |
| 1962년 | 독립 이전                                      | 독립 이전                                      | 독립 이전                                      | 독립 이전                                      | 독립 이전                                      | 독립 이전                                      | 독립 이전                                      | 독립 이전 | 독립 이전 |
| 1966년 | 없음                                           | 없음                                           | 없음                                           | 없음                                           | 없음                                           | 없음                                           | 없음                                           | 없음      | 없음      |
| 1970년 | 비회원국                                       | 비회원국                                       | 비회원국                                       | 비회원국                                       | 비회원국                                       | 비회원국                                       | 비회원국                                       | 비회원국  | 비회원국  |
| 1974년 | 비회원국                                       | 비회원국                                       | 비회원국                                       | 비회원국                                       | 비회원국                                       | 비회원국                                       | 비회원국                                       | 비회원국  | 비회원국  |
| 1978년 | 비회원국                                       | 비회원국                                       | 비회원국                                       | 비회원국                                       | 비회원국                                       | 비회원국                                       | 비회원국                                       | 비회원국  | 비회원국  |
| 1982년 | 비회원국                                       | 비회원국                                       | 비회원국                                       | 비회원국                                       | 비회원국                                       | 비회원국                                       | 비회원국                                       | 비회원국  | 비회원국  |
| 1986년 | 비회원국                                       | 비회원국                                       | 비회원국                                       | 비회원국                                       | 비회원국                                       | 비회원국                                       | 비회원국                                       | 비회원국  | 비회원국  |
| 1990년 | 불참                                           | 불참                                           | 불참                                           | 불참                                           | 불참                                           | 불참                                           | 불참                                           | 불참      | 불참      |
| 1994년 | 기권                                           | 기권                                           | 기권                                           | 기권                                           | 기권                                           | 기권                                           | 기권                                           | 기권      | 기권      |
| 1998년 | 2                                              | 1                                              | 0                                              | 1                                              | 2                                              | 2                                              | 3                                              |           |           |
| 2002년 | 4                                              | 1                                              | 0                                              | 3                                              | 9                                              | 18                                             | 3                                              |           |           |
| 2006년 | 4                                              | 1                                              | 0                                              | 3                                              | 5                                              | 11                                             | 3                                              |           |           |
| 2010년 | 4                                              | 2                                              | 0                                              | 2                                              | 9                                              | 8                                              | 6                                              |           |           |
| 2014년 | 6                                              | 2                                              | 1                                              | 3                                              | 6                                              | 27                                             | 7                                              |           |           |
| 2018년 | 6                                              | 2                                              | 0                                              | 4                                              | 6                                              | 22                                             | 6                                              |           |           |
| 2022년 | 기권                                           | 기권                                           | 기권                                           | 기권                                           | 기권                                           | 기권                                           | 기권                                           |           |           |
| 2026년 | 5                                              | 2                                              | 0                                              | 3                                              | 5                                              | 16                                             | 6                                              |           |           |
| 합계   | 31                                             | 11                                             | 1                                              | 19                                             | 42                                             | 104                                            | 34                                             |           |           |
| 순위   | 월드컵 예선 승점 순위 : 150위 (오세아니아 7위) | 월드컵 예선 승점 순위 : 150위 (오세아니아 7위) | 월드컵 예선 승점 순위 : 150위 (오세아니아 7위) | 월드컵 예선 승점 순위 : 150위 (오세아니아 7위) | 월드컵 예선 승점 순위 : 150위 (오세아니아 7위) | 월드컵 예선 승점 순위 : 150위 (오세아니아 7위) | 월드컵 예선 승점 순위 : 150위 (오세아니아 7위) |           |           |

## OFC 네이션스컵
| OFC 네이션스컵 | OFC 네이션스컵             | OFC 네이션스컵             | OFC 네이션스컵             | OFC 네이션스컵             | OFC 네이션스컵             | OFC 네이션스컵             | OFC 네이션스컵             | OFC 네이션스컵             | OFC 네이션스컵             |
| 년도           | 결과                       | 순위                       | 경기                       | 승                         | 무*                        | 패                         | 득점                       | 실점                       | 승점                       |
| -------------- | -------------------------- | -------------------------- | -------------------------- | -------------------------- | -------------------------- | -------------------------- | -------------------------- | -------------------------- | -------------------------- |
| 1973년         | 비회원국                   | 비회원국                   | 비회원국                   | 비회원국                   | 비회원국                   | 비회원국                   | 비회원국                   | 비회원국                   | 비회원국                   |
| 1980년         | 비회원국                   | 비회원국                   | 비회원국                   | 비회원국                   | 비회원국                   | 비회원국                   | 비회원국                   | 비회원국                   | 비회원국                   |
| 1996년         | 예선 탈락                  | 예선 탈락                  | 예선 탈락                  | 예선 탈락                  | 예선 탈락                  | 예선 탈락                  | 예선 탈락                  | 예선 탈락                  | 예선 탈락                  |
| 1998년         | 예선 탈락                  | 예선 탈락                  | 예선 탈락                  | 예선 탈락                  | 예선 탈락                  | 예선 탈락                  | 예선 탈락                  | 예선 탈락                  | 예선 탈락                  |
| 2000년         | 예선 탈락                  | 예선 탈락                  | 예선 탈락                  | 예선 탈락                  | 예선 탈락                  | 예선 탈락                  | 예선 탈락                  | 예선 탈락                  | 예선 탈락                  |
| 2002년         | 예선 탈락                  | 예선 탈락                  | 예선 탈락                  | 예선 탈락                  | 예선 탈락                  | 예선 탈락                  | 예선 탈락                  | 예선 탈락                  | 예선 탈락                  |
| 2004년         | 예선 탈락                  | 예선 탈락                  | 예선 탈락                  | 예선 탈락                  | 예선 탈락                  | 예선 탈락                  | 예선 탈락                  | 예선 탈락                  | 예선 탈락                  |
| 2008년         | 예선 탈락                  | 예선 탈락                  | 예선 탈락                  | 예선 탈락                  | 예선 탈락                  | 예선 탈락                  | 예선 탈락                  | 예선 탈락                  | 예선 탈락                  |
| 2012년         | 조별리그                   | 8위                        | 3                          | 0                          | 0                          | 3                          | 1                          | 24                         | 0                          |
| 2016년         | 조별리그                   | 8위                        | 3                          | 0                          | 0                          | 3                          | 0                          | 19                         | 0                          |
| 합계           | 2회 진출(2/10)             | 조별리그(2회)              | 6                          | 0                          | 0                          | 6                          | 1                          | 43                         | 0                          |
| 순위           | OFC 네이션스컵 순위 : 10위 | OFC 네이션스컵 순위 : 10위 | OFC 네이션스컵 순위 : 10위 | OFC 네이션스컵 순위 : 10위 | OFC 네이션스컵 순위 : 10위 | OFC 네이션스컵 순위 : 10위 | OFC 네이션스컵 순위 : 10위 | OFC 네이션스컵 순위 : 10위 | OFC 네이션스컵 순위 : 10위 |

## 주요 선수
- 앤드류 세테파노
- 마이크 사오파이가
- 앤드류 모벌리